# 후코인 마코토
후코인 마코토(일본어: 普光院 誠, 1993년 5월 20일 ~ )는 일본의 축구 선수이다. 현재 J3리그의 가이나레 돗토리에서 뛰고 있다.

## 구단 경력
그는 2016년부터 J리그의 SC 사가미하라, 아술 클라로 누마즈, 블라우블리츠 아키타, 가이나레 돗토리에서 뛰었다.